# Rhein-Flugzeugbau RF-1
Die  Rhein-Flugzeugbau RF-1 war ein sechssitziges Reise- und Zubringerflugzeug des Herstellers Rhein-Flugzeugbau. Besondere Merkmale sind die STOL-Eigenschaften und der Antrieb durch zwei Triebwerke, die gemeinsam einen Mantelpropeller antreiben.

## Geschichte
Nachdem Rhein-Flugzeugbau seit 1956 die von Rhein-Westflug entwickelte RW3 als Lizenzbaubetrieb fertigte, entstand mit der RF-1 ab 1958 der erste eigene Flugzeugentwurf bei RFB. Mit der RF-1 wollte sich Rhein-Flugzeugbau Marktanteile im aufblühenden Taxi- und Nah-Luftverkehr sichern. Zu den besonderen Herausforderungen des zunächst viersitzigen Entwurfs gehörten die STOL-Eigenschaften des Flugzeugs, das vorrangig von kleinen Flugplätzen mit kurzen Start- und Landebahnen zum Einsatz kommen sollte. Die Entwicklung der RF-1 wurde mit Mitteln des Wirtschaftsministeriums des Landes Nordrhein-Westfalen finanziert. Hanno Fischer verwendete beim Entwurf der RF-1 das in den zwanziger Jahren von Willard Custer entwickelte Prinzip des Channelwing. Die aerodynamische Auslegung des Channelwings wurde im RFB-Werk in Krefeld 1959 anhand eines 1:2-Modells untersucht.
Nach Abschluss der Modellversuche begann bei RFB in Krefeld der Bau eines Prototyps sowie eines Vorserienflugzeugs. Der erste Prototyp des RF-1 war Anfang 1960 weitgehend fertiggestellt. Gegenüber dem ursprünglichen Testmodell erhielt der RF-1-Prototyp eine größere Kabine, in der bis zu sechs Personen oder bis zu vier Tragen in der inzwischen angebotenen Ambulanzflugzeugvariante aufgenommen werden konnten. Die Endmontage der RF-1 fand auf dem Flugplatz Wildenrath statt, wo das Flugzeug das Luftfahrzeugkennzeichen D-IGIR erhielt und am 15. August 1960 erstmals von Hanno Fischer geflogen wurde.

## Konstruktion
Die RF-1 war ein zweimotoriger freitragender Schulterdecker. Der dreiteilige, als geschweißtes Stahlrohrgerüst aufgebaute Flügel wies im Mittelteil, eine halbringförmige Flügelwurzel auf. Fischer übernahm diesen Aufbau vom Channelwing, den Willard Ray Custer Mitte der 1920er Jahre entwickelt und Anfang der 1960er Jahre in seiner CCW-5 erfolgreich implementiert hatte. Der Mittelteil der RF-1 war mit einer formgebenden Kunststoff-Sandwich-Beplankung verkleidet.
Die Flügelaußenteile waren in einer zweiholmigen Ganzmetallbauweise ausgeführt. Zwischen Ganzmetallquerruder und dem Propellerring befanden sich Schlitzlandeklappen, ebenfalls in Ganzmetall-Ausführung. Der Vorderteil des Rumpfes bis zur Flügelvorderkante war als Ganzmetall-Kastenprofil-Konstruktion ausgelegt. Das Heckteil war ein geschweißtes Stahlrohrgerüst, das mit formgebenden Kunststoff-Sandwich-Platten verschalt war.
Die RF-1 hatte ein freitragendes Normalleitwerk mit einer leicht gepfeilten Seitenflosse. Das Bugradfahrwerk war elektrisch einziehbar, wobei die Haupträder seitlich in den Ring-Rumpf-Übergang und das Bugrad nach vorne unter den Rumpfbug eingefahren wurde.
Als Antrieb kamen zwei gekoppelte 250 PS starke Lycoming-O540-A1A-Triebwerke zum Einsatz, die hinter der Passagierkabine angeordnet waren. Beide Motore konnten unabhängig voneinander über eine Fliehkraftkupplung betrieben werden. Damit war die Abschaltung eines Motors während des Reiseflugs möglich.

## Erprobung und Verbleib
Bei der Erprobung der RF-1 erwies sich die gegenüber dem Versuchsmodell vergrößerte Kabine als Problem. Die breitere Kabine behinderte die Anströmung der Mantelschraube, wodurch der erwartete Schub hinter den Erwartungen zurückblieb. Grundsätzlich erfüllte der RF-1 Prototyp zwar die erwarteten STOL-Eigenschaften, für eine Serienfertigung war allerdings eine umfangreiche Neukonstruktion des Kabinenteils erforderlich. Da das Land Nordrhein-Westfalen für diese Modifikation keine weiteren Mittel zur Verfügung stellte und RFB nach dem Ausstieg von Willi Käther 1960 stärker auf das Instandhaltungsgeschäft fokussierte, wurden die Entwicklungsarbeiten an der RF-1 im September 1960 eingestellt. Eine weitere Erprobung fand nicht mehr statt. Der Prototyp wurde später an der RWTH Aachen für Versuche bei der Entwicklung des Mantelschrauben-Antriebs verwendet. Der bereits im Bau befindliche zweite Vorserien-Prototyp wurde abgebrochen. Erst mit der Rhein-Flugzeugbau Sirius II entstand Ende der sechziger Jahre erstmals nach der RF-1 eine Eigenentwicklung bei RFB.
Das Prinzip des Channelwings verwendete Hanno Fischer Ende der 1980er Jahre noch einmal bei der Entwicklung des FF Whisperfan.

## Versionen
RF-1 V1Prototyp, der am 15. August seinen Erstflug hatte. Dieser war mit zwei Lycoming-Motoren mit je 250 PS Leistung ausgerüstet. Mechanische Betätigung der Landeklappen und der Höhenflossenverstellung. Die Hälfte des Propellerrings hatte ein formgebendes Holzgerüst mit Balsaholzfüllung. An den Tragflächenenden waren große Wirbelkeulen angebracht.
RF-1 V2Geplanter zweiter Prototyp, dessen Bau zwar begonnen, aber nicht fertiggestellt wurde. Diese Version entsprach weitgehend der geplanten Serienausführung. Er sollte stärkere Triebwerke, mit jeweils 275 PS besitzen. Der Flügel war nur noch zweiteilig geplant und sollte als tragendes Element durch den Ring führen, um die schwere, tragende Ringflügelwurzel zu umgehen. Die Flügelendkeulen waren kleiner und sollten je 160 Liter Treibstoff aufnehmen.

## Technische Daten der RF-1 V1
| Kenngröße             | Daten |
| --------------------- | --- |
| Besatzung/Passagiere  | 6 Personen (je zwei nebeneinander in drei Reihen) |
| Länge                 | 13,08 m |
| Spannweite            | 14,10 m |
| Höhe                  | 3,85 m |
| Flügelfläche          | 32,5 m² |
| Flügelstreckung       | 6,1 |
| Leermasse             | 1800 kg |
| Startmasse            | 2700 kg |
| Reisegeschwindigkeit  | 260 km/h |
| Höchstgeschwindigkeit | 290 km/h |
| Dienstgipfelhöhe      | 6200 m (bei 2300 kg Masse) |
| Reichweite            | 750 km (mit 30 min Reserve) |
| Triebwerke            | zwei Lycoming O-540-A1A luftgekühlte 6-Zylinder-Boxermotoren mit je 250 PS Startleistung. Die Motoren trieben gemeinsam über ein Getriebe einen vierflügeligen verstellbaren Mantelpropeller an. 360 Liter Treibstoff in zwei Flügeltanks. |